# 謝應龍
謝應龍（1487年—16世紀），字雲卿，南直隸徽州府祁門縣西城人，明朝政治人物。

## 生平
正德十四年（1519年）己卯科應天鄉試舉人，嘉靖二年（1523年）登癸未科会试36名，三甲159名進士，授行人司行人，在大禮議時持守公正。姚淶因言事忤逆明世宗被逮，他也力為營救，時人都佩服，後來他出使周王，亦拒絕對方的饋遺。

## 家族
曾祖谢囗，壽官。祖父谢恒。父谢宣。母汪氏。慈侍下。兄应春、應奎、弟应凤、應麟、應鍾、應禎、應制、時、熊、鸞、軫、箕、斗、晁、壁、應鹗。

## 引用
1. 1 2  同治《祁門縣志·卷二十五·人物志》：謝應龍，字雲卿，居西城，嘉靖癸未進士，授行人司。時議大禮，持正不阿，同年姚淶以言事忤旨被逮，應龍力為營救，士論壯之；奉使周王，饋遺一無所受。 見府縣舊志
2. ↑  同治《祁門縣志·卷二十二·選舉志》：正德十四年己卯（舉人）……謝應龍 習《春秋》，居城西，中嘉靖癸未科進士
3. ↑  龚延明主编. . 宁波: 宁波出版社. 2016. ISBN 978-7-5526-2320-8. 《天一閣藏明代科舉錄選刊.登科錄》之《嘉靖二年癸未科進士登科録》